# Nucina
Nucina is een geslacht van hooiwagens uit de familie Triaenonychidae.
De wetenschappelijke naam Nucina is voor het eerst geldig gepubliceerd door Hickman in 1958. 

## Soorten
Nucina omvat de volgende 2 soorten:
- Nucina dispar
- Nucina silvestris